# スウェーディッシュ・ラップフンド
スウェーディシュ・ラップフンド（英：Swedish Laphund）とは、スウェーデン原産の牧鹿用・そり引き用の犬種である。なお、本種の使役のひとつである「牧鹿犬（ぼくろくけん）」の「鹿」というのは馴鹿（なれじか：トナカイ）のことである。

## 歴史
7000年前に存在した犬の直系の子孫で、北欧原産犬種の中では一二を争うほど古い古代犬種である。世界のスピッツタイプの犬種の源流であり、古いタイプのサモエドの子孫であるとも見られている。ちなみに、北欧原産の犬種で成立した年代の古さを争っている犬種はノルウェーの北極海諸島原産のノルウェイジアン・パフィン・ドッグで、それは最後の氷期からの生き残りであるともいわれている。しかし、それはあくまでパフィンドッグの先祖の犬種のことであり、パフィン・ドッグ自体はおよそ6000〜5000年前に犬種として成立したのではないかと考えられている。そのため、パフィン・ドッグはずば抜けた北欧最古の犬種ではないとされているが、いずれにしろスウェーディッシュ・ラップフンドと肩を並べるほどの古い犬種であるとされている。
ラップランドに住んでいるサミ族によって何千年も飼育されてきた犬種で、家畜のトナカイを移動させる牧鹿犬として走り回ったり、犬ぞりを引いて主人家族の足となったり、猟犬としてさまざまな獣を狩ったり、家やトナカイを泥棒から守る番犬として働いている。また、稀ではあるが亡くなった本種の毛皮を使ってコートの襟やフードを作ることもあった。万能な作業犬で性格も良いため、原産地でもとても大切にさせている。
スウェーデンケネルクラブには1944年にハリー号という雄のスウェーディシュ・ラップフンドが展示された事などにより犬種として公認され、北欧諸国（アイスランドは除く）に輸出された。FCIには1946年に公認犬種として登録され、北欧以外にもこの名を知られるようになった。もともと辺地の作業犬であったため2度の世界大戦による大した被害は受けず、年々その数を増やしつつある。近年はショードッグとしてだけでなくペットとしても飼育されるようになった。

## 特徴
スピッツタイプの犬種で、頭部の形は日本犬にやや似る。小さめの立ち耳・ふさふさとした長い飾り毛を持つ巻き尾で、コートはロングコートで密度が高く、二重構造で厚い。このため、寒さにはかなり強い。顔と足先のみ毛が短い。毛色はジェット・ブラック。体高は雄45〜50cm、雌40〜46cmで体重は雌雄共に19〜21kgの中型犬。性格は穏やかで勇敢だが、警戒心が強い。体力は大型犬並みである。